# CL (співачка)
Лі Че Рін (кор. 이채린, трансліт. 李彩麟, латиніз. I Chae-rin; нар. 26 лютого 1991, Сеул, Південна Корея), відоміша під сценічним псевдонімом CL (укр. Сі-ель) — південнокорейська співачка, реперка, авторка пісень і акторка. Колишня учасниця К-рор гурту 2NE1. Більшу частину дитинства вона провела в Японії та Франції. Стажувалась в JYP Entertainment, згодом перейшла до YG Entertainment, де дебютувала в 2009 році як учасниця 2NE1. Також, 8 листопада 2019 року вона офіційно покинула YG Entertainment, тим самим не продовжуючи свій ексклюзивний контракт.
Посіла 2 місце в рейтингу персон 2015 року за версією читачів журналу «Time», на 3 місці була Леді Гага.

## Біографія
Лі Че Рін народилася 26 лютого 1991 року в Сеулі, Південна Корея, але більшу частину дитинства провела в Парижі, Цукубі та Токіо. Коли їй виповнилося 13 років, вона самостійно переїхала до Франції для навчання. Деякий час стажувалась у JYP Entertainment, а в 2006 році пройшла прослуховування в YG Entertainment.

## Кар'єра

### 2006-2008 роки: Дебют в 2NE1 і сольні починання
У 2006 році вона почала активно займатися вокалом. Перша поява CL в музикальній індустрії Кореї відбулася під час запису гурту Big Bang «Intro (Hot Issue)» в 2007 році. Першим записом, де CL була офіційно оголошена в ролі учасника — композиція 2008 року «DJ» співачки Ом Джонхва, де вона виконала реп CL також брала участь у записі пісні YMGA «What» як учасник YG Family.

### 2NE1

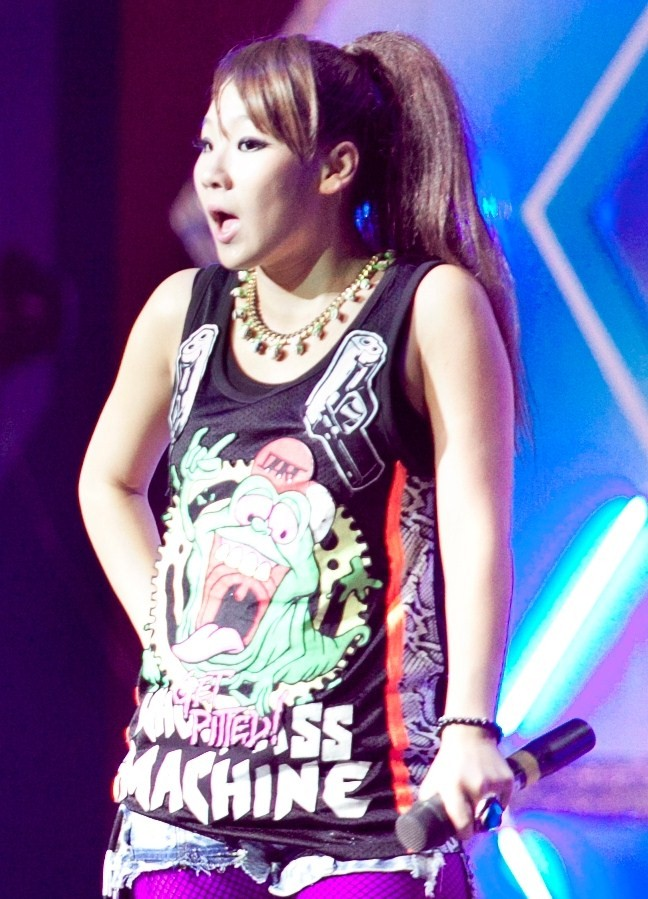
CL в 2011 році

У 2008 році Ян Хьон Сок оголосив про те, що збирається створити новий жіночий гурт. Назва гурту була спочатку оголошена як «21», проте, в зв'язку з тим, що виконавець з такою ж назвою вже був, гурт перейменували в «2NE1». Че Рін взяла собі псевдонім CL і була призначена лідером і головним репером групі. Разом з нею дебютували Бом, Да Ра і Мін Джі. До свого дебюту вони записали спільний сингл «Lollipop» з Big Bang, а в 17 травня 2009 року дебютували з синглом «Fire». А вже у жовтні 2010 року вийшов перший повноцінний студійний альбом To Anyone. Альбом став успішним, а 2NE1 отримали 11 різноманітних музичних премій.
Успіх прийшов з піснею з мініальбому «I Do not Care», і в кінці року вони виграли одну з трьох престижних номінацій (десан) - «Пісня Року», що зробило їх першою групою, яка виграла десан в рік свого дебюту. 
У серпні 2009 року CL записала сингл «The Leaders» разом з G-Dragon і Тедді Паком для першого сольного альбому Джійона Heartbreaker. У тому ж місяці завершився промоушен з «I Do not Care», і вона також записала спільну пісню «Please Do not Go» з Мін Джі.
28 травня 2013 року вийшов перший сольний сингл CL «The Baddest Female». Для альбому Crush вона написала тексти для пісень і брала участь в створенні музики до пісень «Crush», «If I Were You» і «Baby I Miss You». Вона також написала слова для пісень «MTBD» і «Scream». У жовтні 2014 року було оголошено, що CL планує дебютувати в Америці разом зі Скутером Брауном в якості свого менеджера.

### 2015 рік: Підготовка до американського дебюту
У травні 2015 року CL взяла участь у записі синглу Diplo «Doctor Pepper». У листопаді того ж року вийшла пісня «Hello Bitches» в якості тізера до її майбутнього альбому Lifted. 19 серпня 2016 вийшов дебютний американський сингл «Lifted». Видання Time назвало її «майбутнім k-pop в Америці». З 29 жовтня по 14 листопада вона відіграла 9 концертів в Північній Америці в рамках туру «Hello Bi + ches Tour 2016».
25 лютого 2018 року Сиель виступила на церемонії закриття Зимових Олімпійських ігор у Пхенчхан, виконавши сингли «The Baddest Female» і «I Am the Best».

### 2019 рік-теперішній час: Відхід з YG Entertainment і повернення
8 листопада 2019 року CL пішла з компанії YG Entertainment, порвавши свій ексклюзивний контракт, і потім призначила свій новий реліз "In The Name of Love". 4 грудня 2019 року його випустила дві пісні зі свого нового альбому «+ DONE161201 +» і «+ REWIND170205 +».

## Стиль і влив
Серед музикантів, що вплинули на її смак і творчість, вона називає лідера гурту 1TYM Тедді Пака (який спродюсував значну частину треків 2NE1), Мадонну, Queen і Лорін Хілл.
CL епатує публіку своїми нарядами. З року в рік вона очолює списки знаменитостей, що гарно одягаються. Один із відомих дизайнерів Джеремі Скотт називає її своєю музою.

## Дискографія
В складі 2NE1

## Фільмографія

### Фільми
- 2009: Girlfriends (кор. 걸프렌즈) (камео)
- 2018: 22 милі (Mile 22) - Королева

### Телешоу
- 2009: 2NE1 TV (Mnet)
- 2009: Style (кор. 스타일, SBS) (камео)
- 2010: 2NE1 TV Season 2 (Mnet)
- 2011: 2NE1 TV Season 3 (Mnet)
- 2011: Проєкт Подіум Корея (запрошена суддя, 3 сезон)[10]
- 2012: Strong Heart (кор. 강심장, трансліт. 强心臟, латиніз. Gang Sim Jang, дос. «Kang Sim Jang»), епізоди 123—124
- 2013: Running Man (кор. 런닝맨), епізод 156, 195
- 2013: SBS Super Match, пілотний епізод
- 2013: Mnet's Enemy of Broadcasting, епізод 10
- 2013: Холостяк (США, 18 сезон)[en], епізод 4
- 2014: SBS Roommate, епізод 4
- 2014: America's Next Top Model N/A

## Нагороди і номінації
| Нагорода                         | Рік  | Категорія                            | Номінант / Робота                                | Результат | Прим.  |
| -------------------------------- | ---- | ------------------------------------ | ------------------------------------------------ | --------- | ------ |
| Asia Artist Awards               | 2021 | Female Solo Singer Popularity Award  | CL                                               | Перемога  | [ 11 ] |
| Asian Pop Music Awards           | 2020 | Most Outstanding Song of the Year    | «Hwa»                                            | Перемога  |        |
| Asian Pop Music Awards           | 2021 | Top 20 Albums of the Year (Overseas) | Alpha                                            | Перемога  | [ 12 ] |
| Asian Pop Music Awards           | 2021 | Top 20 Songs of the Year (Overseas)  | «Lover Like Me»                                  | Перемога  | [ 12 ] |
| Asian Pop Music Awards           | 2021 | Record of the Year (Overseas)        | «Lover Like Me»                                  | Перемога  | [ 12 ] |
| Asian Pop Music Awards           | 2021 | Album of the Year (Overseas)         | Alpha                                            | Номінація | [ 13 ] |
| Asian Pop Music Awards           | 2021 | Best Female Artist (Overseas)        | Alpha                                            | Номінація | [ 13 ] |
| Asian Pop Music Awards           | 2021 | Best Lyricist (Overseas)             | «Wish You Were Here»                             | Номінація | [ 13 ] |
| Asian Pop Music Awards           | 2021 | Best Music Video (Overseas)          | «Tie a Cherry»                                   | Номінація | [ 13 ] |
| Asian Pop Music Awards           | 2021 | Best Producer (Overseas)             | Alpha                                            | Номінація | [ 13 ] |
| International Dance Music Awards | 2015 | Best Dubstep/Drum & Bass Track       | «Dirty Vibe»                                     | Номінація | [ 14 ] |
| Korea First Brand Awards         | 2022 | Hip-Hop Artist                       | CL                                               | Перемога  | [ 15 ] |
| Korean Hip-Hop Awards            | 2017 | Best Collaboration                   | «₩ 1,000,000» (with Okasian, G-Dragon, BewhY)    | Номінація | [ 16 ] |
| Korean Music Awards              | 2022 | Best K-pop Album                     | Alpha                                            | Номінація | [ 17 ] |
| Mnet 20's Choice Awards          | 2013 | 20's Style Award                     | CL                                               | Перемога  | [ 18 ] |
| Mnet Asian Music Awards          | 2013 | Best Dance Performance — Female Solo | «The Baddest Female»                             | Перемога  | [ 19 ] |
| Mnet Asian Music Awards          | 2013 | UnionPay Song of the Year            | «The Baddest Female»                             | Номінація | [ 20 ] |
| Mnet Asian Music Awards          | 2021 | Worldwide Fans' Choice Top 10        | CL                                               | Номінація | [ 21 ] |
| MTV Iggy                         | 2015 | International Song of the Summer     | «Doctor Pepper» (with Diplo, Riff Raff, OG Maco) | 2 місце   | [ 22 ] |
| People's Choice Awards           | 2019 | The Most Inspiring Asian Woman       | CL                                               | Перемога  | [ 23 ] |
| Philippine K-pop Awards          | 2013 | Hottest Female Star                  | CL                                               | Перемога  |        |
| Philippine K-pop Awards          | 2014 | Hottest Female Star                  | CL                                               | Перемога  | [ 24 ] |
| SBS MTV Best of the Best         | 2013 | Best Female Solo                     | «The Baddest Female»                             | Номінація | [ 25 ] |
| Seoul Music Awards               | 2013 | Bonsang Award                        | «The Baddest Female»                             | Номінація |        |
| Seoul Music Awards               | 2013 | Popularity Award                     | «The Baddest Female»                             | Номінація |        |
| Seoul Music Awards               | 2019 | R&B/Hip-Hop Award                    | CL                                               | Номінація |        |
| Style Icon Awards                | 2014 | Top 10 Style Icons                   | CL                                               | Номінація |        |
| Style Icon Awards                | 2016 | Top 10 Style Icons                   | CL                                               | Номінація |        |
| V Chart Awards                   | 2014 | Top Female Artist (Korean)           | CL                                               | Перемога  | [ 26 ] |